# Євросміття

Шенгенська зона (від 14 червня 2012)

«Євросміття» або «євротреш» (англ. eurotrash) — самоназва прошарку суспільства з низьким соціальним статусом з європейських країн, представники яких, зазвичай, не мають освіти, постійної роботи і які нічим певним не займаються, життя яких складається з постійних вечірок, гулянок, пиятик та інших розваг, де вживають алкоголь, і навіть інколи наркотики. «Євротреш» перебуває у постійній міграції по Європі (переважно у шенгенській зоні), відвідуючи різні розважальні заходи, на кшталт фестивалів, концертів абощо. Переміщуються переважно автостопом, громадським транспортом або у фургонах невеликими групами. Сплять у хостелах, автівках, наметах або й, навіть, просто неба. Безтурботність, відсутність бажання займатися певним родом діяльності та відсутність будь-яких планів на майбутнє є особливою рисою «євросміття». Своє існування забезпечують коштами соціальних виплат, тимчасовими заробітками; можуть працювати «за їжу».
У Північній Америці, «євросміттям» зневажливо називають бідних мігрантів з Європи, які не змогли вийти з нижчої касти американського суспільства.